# Альфред Оффнер
Альфред Оффнер — україно-австрійський художник-монументаліст, який в той же час є відомим як графік і художник-плакатист, член мистецької групи Віденська сецесія, учасник численних мистецьких виставок. Також його характеризують як яскравого представника югендстилю. Вважається, що Альфред Оффнер — один із тих потужних талантів, які формували творчу атмосферу Чернівців початку 1900-х років.

## Біографія
Перші уроки мистецтва Альфред Оффнер отримав у Чернівцях, навчаючись у художника Уго Зонка (Hugo Zonka). Потім він навчався в Академії образотворчих мистецтв у Відні. З 1902 року навчається в Мюнхенській академії мистецтв у школі живопису відомого німецького художника Людвіга фон Гертеріха.
Також Альфред Оффнер був членом Товариства друзів мистецтва в Чернівцях.
Оффнер був ще й визнаним художником-педагогом. Від 1912 року під його керівництвом у місті працювала буковинська мистецька школа і він був її директором.
Після початку Першої світової війни Оффнер покинув Чернівці та перебрався до Відня і Берліну. Пізніше він жив у Пльзені, Таборі і Кракові. (Деякі джерела навіть згодом вказують місто Табор як місце смерті художника й змінюють рік смерті на 1940).
Під час Другої світової війни Оффнер був змушений шукати притулку через своє єврейське походження від переслідування і знайшов його в замку шляхетної родини Коуденхове-Калергі в Побежовіце (німецький Ронсперг) у західній Чехії. Там він продовжує вивчати живопис. Після війни залишився в Побежовіце, де помер від туберкульозу. Був похований як католик на парафіяльному кладовищі святого Йосипа в Побежівіце.

## Творчій доробок
Окрім живопису і монументально-декоративного мистецтва Оффнер займався графічним дизайном плакатів і цінних паперів (як от для банку Wiener Kommerzial). У всіх його роботах помітний вплив стилю модерн.
З 1905 по 1912 рік брав активну участь у художніх виставках та акціях в Чернівцях. Мистецькі об'єднання організовували міжнародні та крайові виставки, публічні лекції на теми мистецтва, курси рисунку, бібліотеку, а також заснували першу державну художню школу. Активно діяли музеї, монетні кабінети при університеті, Польському народному домі, краєзнавчі колекції при Українському народному домі, Румунському археологічному товаристві, які займалися і виставковою, освітньою та видавничою діяльністю (щорічники Крайового музею).
Мистецькі об'єднання, музеї і художньо-промислові школи співробітничали як єдиний організм завдяки активній діяльності ентузіастів справи збереження і популяризації пам'яток історії та культури, піднесення буковинського мистецтва до рівня найкращих європейських взірців.
Під час війни талант митця яскраво реалізувався в галузі прикладної друкованої графіки у таких її різновидах, як екслібрис, плакат, дизайн австрійських цінних паперів і вітальних шовкових стрічок. Останні є окремою своєрідною групою цього виду графіки. Протягом 1914-15 рр. Альфред Оффнер активно розробляв дизайн таких пам'ятних стрічок для Червоного Хреста, які виходили друкувалися для збирання коштів потерпілим на війні й для потреб фронту. Талант митця якнайкраще прислужився до створення серії цих композицій, які набули якості мистецьких витворів на тему великих фронтових перемог, позначених високим піднесенням, духом відданості та вірності обов'язку. Такі кольорові шовкові стрічки отримали назву «віват-стрічки» (нім. Vivatbänder, англ. vivat ribbons) від слова «Vivat!» або «Vivant!» (з латинської — «Хай живе!» або «Слава!»). Забарвлені піднесено-патріотичним звучанням твори Альфреда Оффнера виконані в дусі югендстилю. Їх яскраво виокремлюють монументальність, експресивність образів і стилістична цілісність. Характерними виражальними засобами віват-стрічок художника є динамічна ритміка планів, введення шрифтових текстів, емблем, портретних зображень, алегоричних фігур, символів, батальних сцен, орнаментальних мотивів тощо. Середній розмір стрічок 38,5 x 6,5 см. Усі твори мають авторський підпис.
У австрійському мистецтві з живописних творів художника відомі його полотна з серії «Танцівниця», «Материнське щастя», багатофігурна композиція «Свято вина» та низка портретів. Він активно розробляв дизайн австрійських цінних паперів, марок і плакатів. Ці твори та його графіка увиразнені  монументальністю, експресивним звучанням та забарвлені патріотичними інтонаціями.

## Цікаві факти
У Чернівцях є декілька монументально-декоративних робіт Альфреда Оффнера. Так, він створив триптих для розміщення на сходовому майданчику медичного факультету Чернівецького університету (не зберігся в первозданному задумі) та вітраж «Полювання на ведмедя». Вітраж прикрасив інтер'єр Буковинської крайової управи (нині — корпус історичного факультету Чернівецького університету). Також створив фрески в німецькому будинку в Чернівцях. Німецький будинок був побудований за проектом архітектора Густава Фріча і Оффнер відразу погодився стати до роботи над оформленням. Бо обраний архітектором стиль ідентифікується як модерн з мотивами німецької народної архітектури.Також долучився художник і до оформлення Палати торгівлі та ремесел у Чернівцях. Для Палати він створив твір «Алегорія Торгівлі». Композиція уславлює розвиток торгівлі на теренах Буковини за часів Австро-Угорської монархії. Центральне місце триптиху посідає фігура чоловіка атлетичної будови в образі покровителя та алегоричного символу торгівлі. До нього звернені численні буковинці в народних національних строях, постаті яких зображені на бокових частинах. На жаль, ця композиція на сьогодні є втраченою.
Віват-стрічки Альфреда Оффнера зберігаються в кількох європейських музеях. У німецькому місті Вайссенфельс — 36 творів (Museum Weißenfels Schloss Neu-Augustusburg) і по кілька творів у Біттерфельді (Kreismuseum Bitterfeld) та у Лондоні (Imperial War Museum).
Сучасні мистецтвознавці продовжують вивчення як біографії, так і творчого доробку. Це можна побачити на прикладі роботи Ірини Міщенко «Альфред Оффнер — призабуте ім'я в історії українського мистецтва першої третини ХХ століття».